# Créteil-Préfecture
Créteil-Préfecture è una stazione della metropolitana di Parigi sulla linea 8, sita nel comune di Créteil.

## La stazione
La stazione venne aperta il 10 settembre 1974, è una stazione di superficie e raggiunge la prefettura di Val-de-Marne a Parigi.
Essa è stato il capolinea della linea 8 dal 1974 fino al 2011, quando è stato aperto il collegamento con Créteil - Pointe du Lac, nuovo capolinea nella linea.
La stazione ha tre binari e due banchine con pensilina.

## Interconnessioni
- Bus RATP - 117, 181, 217, 281, 308
- Bus altri - Arlequin, 21
- Bus altri - SETRA, 11, 23
- Bus Optile - STRAV, K